# Geonoma irena
Geonoma irena är en enhjärtbladig växtart som beskrevs av Finn Borchsenius. Geonoma irena ingår i släktet Geonoma och familjen Arecaceae. IUCN kategoriserar arten globalt som starkt hotad.
Artens utbredningsområde är Ecuador. Inga underarter finns listade i Catalogue of Life.